# Thierhaupten
Thierhaupten est une commune de Bavière (Allemagne), située dans l'arrondissement d'Augsbourg et le district de Souabe.

## Géographie

Situation de Thierhaupten dans l'arrondissement d'Augsbourg

Thierhaupten est située sur la rive droite de la rivière Lech, dans le Leichtal oriental et dans les collines d'Aindlingen à 26 km au nord d'Augsbourg. La ville est limitrophe des arrondissements de Danube-Ries et Aichach-Friedberg. Le point culminant de la commune est situé au Kühberg, à 499 m d'altitude.
La commune est composée des neuf quartiers suivants :
- Thierhaupten avec Altenbach, Königsbrunn, Ötz et Weiden ;
- Neukirchen avec Hölzlarn, Sparmannseck et Wieskapelle.

Communes limitrophes (en commençant par le nord et dans le sens des aiguilles d'une montre) : Münster, zone non-incorporée de Brand, Baar, Pöttmes, Aindling, Todtenweis, Meitingen et Ellgau.

## Histoire
Thierhaupten, qui porte un nom d'origine germanique, serait née de la fondation de son monastère en 750 par le duc Tassilon III de Bavière, dernier duc de la dynastie des Agilofing, égaré pendant une chasse. L'histoire du village est intimement liée à celle de son monastère.
L'abbaye bénédictine est pillée par les Hongrois en 955 lors des combats de la bataille du Lechfeld. Au cours de la guerre de succession de Landshut, l'abbaye est détruite par les armées de la Ligue de Souabe en 1504. Elle est entièrement reconstruite, souffre de nouveau de graves dommages lors de la guerre de Trente Ans avant d'être dissoute en 1803 lors du Recès d'Empire et de la sécularisation des biens ecclésiastiques en 1803. Thierhaupten est alors intégrée au royaume de Bavière et à l'arrondissement de Neuburg an der Donau.
Le bourg est bombardé par les Alliés le 25 avril 1945 et il accueille après la Seconde Guerre mondiale de nombreux réfugiés venus de Bohême.
À l'occasion des réformes administratives des années 1970, Thierhaupten quitte l'arrondissement de Neubourg en 1972, elle rejoint alors l'arrondissement d'Augsbourg. Les communes de Neukirchen, Baar et Heimpersdorf lui sont incorporées ainsi que deux villages de la commune de Münster.
En 1994, Baar redevient une commune indépendante, intègre Heimpersdorf et rejoint l'arrondissement d'Aichach-Friedberg.

## Démographie
| 1840  | 1871  | 1900  | 1910  | 1925  | 1933  | 1939  | 1950  | 1961  |
| ----- | ----- | ----- | ----- | ----- | ----- | ----- | ----- | ----- |
| 1 319 | 1 300 | 1 367 | 1 423 | 1 587 | 1 512 | 1 560 | 2 272 | 2 123 |

| 1970  | 1987  | 2000  | 2005  | 2009  | - | - | - | - |
| ----- | ----- | ----- | ----- | ----- | - | - | - | - |
| 2 406 | 2 785 | 3 586 | 3 787 | 3 766 | - | - | - | - |

## Monuments
- Thierhaupten, Ancienne abbaye et église abbatiale Sts Pierre et Paul ;
- Neukirchen, église St Vitus.